# Boncourt-le-Bois
Boncourt-le-Bois è un comune francese di 274 abitanti situato nel dipartimento della Côte-d'Or nella regione della Borgogna-Franca Contea.

## Società

### Evoluzione demografica
Abitanti censiti